# Ангіогенін

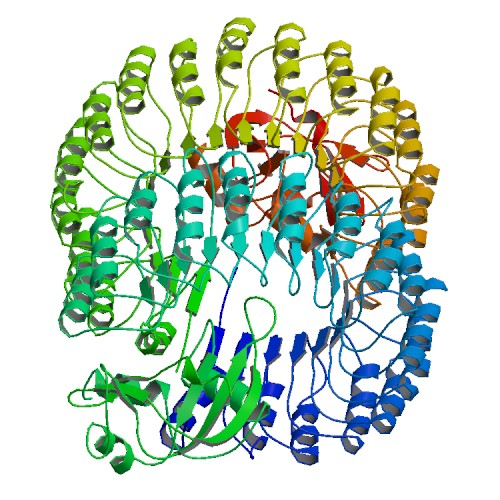
Комплекс інгібітора рибонуклеази і ангіогеніна,.

Ангіогенін (англ. Angiogenin) – білок, який кодується геном ANG, розташованим у людини на довгому плечі 14-ї хромосоми. Довжина поліпептидного ланцюга білка становить 147 амінокислот, а молекулярна маса — 16 550. Ангіогенін залучений в процес ангіогенезу (утворення нових кровоносних судин) пухлин. Серед багатьох пептидів, залучений в цей процес, ангіогенін унікальний тим, що він має ферментативну активність, та має 33 % амінокислотної послідовності гомологічної послідовністі бичачої панкреатичній рибонуклеази. Окрім того, хоча Ang має ті ж загальні каталітичні властивості, що й рибонуклеаза, — він руйнує зв'язок в 3'-позиції піримідинів за допомогою механізму трансфорфорилювання/гідролізу — його активність помітно відрізняється як величиною, так і в специфічністю.
| 10         |  | 20         |  | 30         |  | 40         |  | 50         |
| ---------- |  | ---------- |  | ---------- |  | ---------- |  | ---------- |
| MVMGLGVLLL |  | VFVLGLGLTP |  | PTLAQDNSRY |  | THFLTQHYDA |  | KPQGRDDRYC |
| ESIMRRRGLT |  | SPCKDINTFI |  | HGNKRSIKAI |  | CENKNGNPHR |  | ENLRISKSSF |
| QVTTCKLHGG |  | SPWPPCQYRA |  | TAGFRNVVVA |  | CENGLPVHLD |  | QSIFRRP    |

A: Аланін

C: Цистеїн

D: Аспарагінова кислота

E: Глутамінова кислота

F: Фенілаланін

G: Гліцин

H: Гістидин

I: Ізолейцин

K: Лізин

L: Лейцин

M: Метіонін

N: Аспарагін

P: Пролін

Q: Глутамін

R: Аргінін

S: Серин

T: Треонін

V: Валін

W: Триптофан

Цей білок за функціями належить до білків розвитку, ендонуклеаз, інгібіторів синтезу білка. 
Задіяний у таких біологічних процесах, як відповідь на стрес, ангіогенез, диференціація клітин. 
Білок має сайт для зв'язування з ДНК. 
Локалізований у ядрі, цитоплазматичних везикулах.
Також секретований назовні.